# Auguste Follet
Pour les articles homonymes, voir Follet.
Auguste Follet, né le 15 mai 1806 et mort le 5 août 1854 à Paris, est un auteur dramatique français.

## Biographie
Contrairement à ce que les notices d'autorité indiquent à l'exception du Gemeinsame Normdatei, Auguste Follet n'est pas un pseudonyme d'Eugène Nus avec qui il a collaboré. 

## Œuvres
- Jacques Richomme, ou la Terreur de la Restauration, drame-vaudeville en deux époques, mêlés de couplets, avec Hippolyte Tisserant, 1839
- L'Adultère, drame en trois actes, avec Eugène Nus, 1839
- Histoire de la robe sans couture de N. S. Jésus-Christ, 1842
- Jacques le corsaire, drame en cinq actes, avec Charles Desnoyer, 1844
- Le Brocanteur, comédie-vaudeville en un acte, avec Nus, 1845
- Partie à trois, comédie en un acte, mêlée de couplets, avec Eugène Nus et Georges Fath, 1847